# ماريون هوتون
ماريون هوتون (بالإنجليزية: Marion Hutton)‏ هي عازفة الجاز ومغنية وممثلة أمريكية، ولدت في 10 مارس 1919 في باتل كريك في الولايات المتحدة، وتوفيت في 10 يناير 1987 في كيركلاند في الولايات المتحدة بسبب سرطان.

## وصلات خارجية
- ماريون هوتون على موقع IMDb (الإنجليزية)
- ماريون هوتون على موقع ميوزك برينز (الإنجليزية)
- ماريون هوتون على موقع ديسكوغز (الإنجليزية)
- ماريون هوتون على موقع قاعدة بيانات الفيلم (الإنجليزية)